# 24 Rezerwowa Dywizja Piechoty (Cesarstwo Niemieckie)
24 Rezerwowa Dywizja Piechoty (niem. 24. Reserve-Division)  – związek taktyczny Armii Cesarstwa Niemieckiego. 
W sierpniu 1914 rozwinięto w Niemczech do etatów wojennych istniejące w okresie pokoju związki operacyjne (armie) i związki taktyczne. W tym też miesiącu z rekrutów, rezerwistów i ochotników znajdujących się  w korpuśnych ośrodkach szkoleniowych zorganizowano jednostki rezerwowe.

W składzie XII Rezerwowego Korpusu Armijnego została rozwinięta między innymi 24 Rezerwowa Dywizja Piechoty. W I wojnie światowej dywizja walczyła na froncie zachodnim.

## Struktura organizacyjna
Skład w sierpniu 1914:
- dowództwo dywizji
- 47 Rezerwowa Brygada Piechoty
  - 105 rezerwowy pułk piechoty
  - 106 rezerwowy pułk piechoty
- 48 Rezerwowa Brygada Piechoty
  - 107 rezerwowy pułk piechoty
  - 133 rezerwowy pułk piechoty
- Saski rezerwowy pułk ułanów